# 雅尼斯·恰克斯特
雅尼斯·克里斯塔普斯·恰克斯特（1859年9月14日—1927年3月14日），是拉脱维亚律师、政治家，曾于1918-1927年在拉脱维亚首次独立后出任首任总统，并于1918至1920年出任拉脱维亚人民委员会主席、1920年至1922年出任拉脱维亚制宪委员会发言人。

## 早年生涯
雅尼斯出生于沙俄库尔兰省列尔塞萨瓦（今拉脱维亚包斯卡市镇维埃斯图里堂区）的一个农民家庭，在圣安妮小学完成基础教育后就读于叶尔加瓦学院，期间他参加了校內的秘密拉脱维亚學生組織。1882年，雅尼斯考入莫斯科帝国大学（今莫斯科国立大学）法学部，期间，他曾于1883年创立了拉脱维亚学生联合会Austrums，并与克里施雅尼斯·瓦尔德玛斯、Fricis Brīvzemnieks等人参与了在俄拉脱维亚人社区的活动，1886年，雅尼斯从莫斯科帝国大学毕业。

## 毕业后步入政坛
雅尼斯毕业后在库尔兰省叶尔加瓦当过律师，1889年成为Tēvija报社的编审，后来Tēvija报社成为了库尔兰地区读者最多的拉脱维亚语报纸。1895年，雅尼斯成为了第四届拉脱维亚歌舞节的主办人并为此次节日出资，1905年俄国革命期间，他藉機要求俄罗斯帝国擴大拉脱维亚的自治權利，并开始策划一些拉脱维亚民族主義組織的活動。
1906年，雅尼斯被选为俄罗斯帝国杜马成员并加入立宪民主党，期间他于1906年7月22日与其他165名知识分子签署了《维堡宣言》，号召人民不缴税、不入伍以抗议解散杜马。并因此被沙俄政府逮捕并判刑三个月。
此后，雅尼斯一直在为拉脱维亚的独立四处奔走，1917年，他成为拉脱维亚临时国家委员会的外务部门负责人，并要求德意志帝国尊重波罗的海三国独立的权利。

## 拉脱维亚独立后
1918年11月，德国在一战中战败。拉脱维亚立即成立人民委员会，同年11月18日，人民委员会宣布拉脱维亚独立，12月17日，雅尼斯被委任为拉脱维亚临时总统:155。
但是，拉脱维亚的独立并没有得到苏俄的承认，苏俄则另外成立了苏俄卫星国拉脫維亞社會主義蘇維埃共和國并扶植彼得·斯圖奇卡为其国家元首，1918年12月5日，苏俄与拉脱维亚爆发战争，雅尼斯领导的拉脱维亚军队得到了立陶宛、爱沙尼亚、波兰、俄國白軍、丹麥人和瑞典人志願者的支持，1919年春季開始，拉脫維亞政府軍開始反擊蘇維埃軍隊，並在1919年5月22日收復首都里加。
1919年，雅尼斯作为拉脱维亚代表参加了巴黎和会，并要求德国给予拉脱维亚赔款，但被协约国拒绝。
1920年8月11日，蘇俄和拉脫維亞簽訂《里加和約》，蘇俄承認拉脫維亞獨立，拉脱维亚独立战争结束。此次战争共造成拉脱维亚3,046人死亡、4,085负伤。
1922年11月7日，拉脱维亚议会以92票支持，6票反对，通过选举雅尼斯·克里斯塔普斯·恰克斯特为拉脱维亚总统，并创下拉脱维亚总统大选历史上最高得票記錄。就任总统后，雅尼斯批准通过了402条法案，并赦免了549名罪犯，其中包括曾经在拉脱维亚独立战争期间出任德国扶植的傀儡政权要职的安德烈夫斯·涅德拉，但在实施赦免后，雅尼斯要求涅德拉离开拉脱维亚。

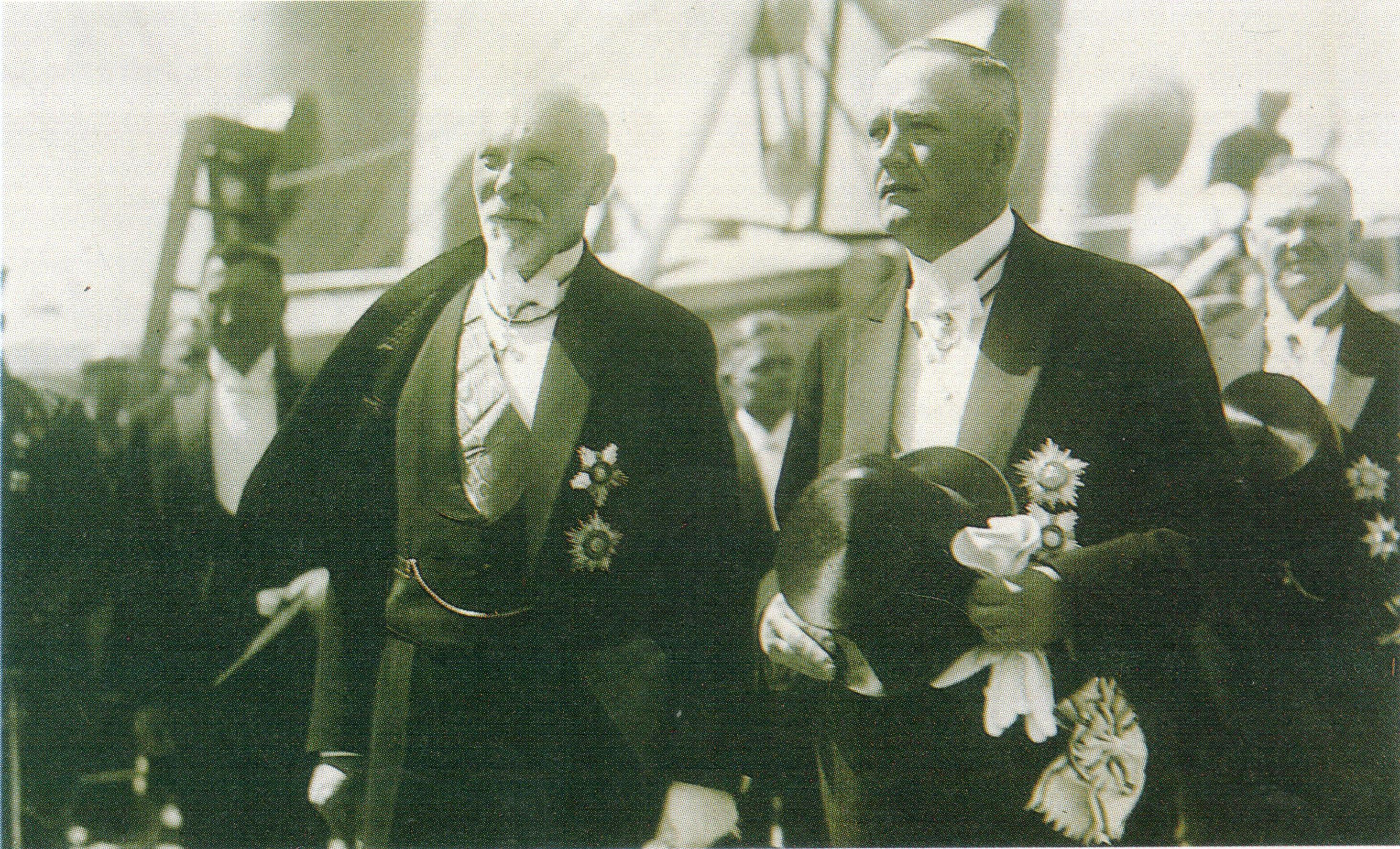
雅尼斯与芬兰总统勞里·克里斯蒂安·雷蘭德。

雅尼斯在任期间，积极改良社会风俗，拉脱维亚人喜好饮酒风俗已久，但在1924年，他签署法律禁止国民酗酒，要求从晚上10点至次日9点以及节假日、选举日、征兵日等时间内拉脱维亚禁止酒类交易，此外，政府亦禁止在任何海报、商店橱窗、综艺节目上展示酒精制品的广告。禁止在市政活动和工作场所中喝酒，该政策使酗酒在拉脱维亚得到了一定的抑制。此外，拉脱维亚政府亦积极争取外国的外交承认，1921年以后，英国、法国、意大利、美国、日本等国以及国际联盟相继承认了新成立的拉脱维亚:154。
1927年，雅尼斯在任内去世。

## 相关链接
- http://www.saeima.lv/lv/par-saeimu/likumdeveju-vesture/janis-cakste （页面存档备份，存于）
- Memorial Album, Biographical Sketch and Photographs （页面存档备份，存于）
- 有关雅尼斯·恰克斯特在德国经济学中央图书馆（ZBW）20世纪新闻档案中的剪报。